# Tertio millenio adveniente
Tertio millennio adveniente (česky S příchodem třetího tisíciletí) je apoštolský list Jana Pavla II. vydaný 10. listopadu 1994 týkající se přípravy na oslavy Velkého jubilea 2000.

## Obsah
V listě papež oslovil biskupy, kněze, jáhny, řeholníky a všechny věřící. Dokument se skládá z pěti kapitol.
- Ježíš Kristus včera a dnes (Židům 13,8)
- Jubileum roku 2000
- Příprava Velkého jubilea
- Bezprostřední příprava
- Ježíš Kristus je tentýž navěky (Židům 13,8)

Pokud se týká bezprostřední přípravy, papež Jan Pavel II. ustanovil dvě fáze. Druhá fáze byla charakterizována jako zamýšlení se církevního společenství v následujících letech na třemi Božskými osobami: Ježíšem Kristem, Duchem Svatým a Bohem Otcem. Zároveň Jan Pavel II. vyhlásil, že současně s oslavami Svatého roku 2000 v Římě budou oslavy probíhat také ve Svaté zemi a v místních církvích.